# 신영 지웰시티
신영 지웰시티는 대한민국 충청북도 청주시 흥덕구 복대동에 위치하고 있다.

## 초등학교 통학구역
- 솔밭초등학교
- 서촌초등학교

## 같이 보기
- 지웰시티몰
- 대한민국의 마천루 목록
- 충청북도의 마천루 목록
- 청주시의 마천루 목록